# Auto de Fé (romance)
Auto-de-fé é um romance escrito por Elias Canetti e publicado pela primeira em Viena, na Áustria, em 1935.

## Resumo
A personagem principal do livro, o professor Peter Kien, é um filologista e sinologista, que evita todo o contacto físico e social. Misantropo, solitário e excêntrico, possui uma vasta biblioteca, na qual se refugia e que transporta sempre consigo na sua cabeça. 
O ponto de viragem da sua vida é o casamento com Teresa, a sua governanta. Casamento que não é consumado, o que cria um clima de tensão crescente entre eles. Expulso da sua própria casa, Kien é 
obrigado a percorrer o mundo exterior, travando conhecimento com 
inúmeros dos seus personagens, que o acompanharão neste seu longo 
exílio. Figuras sombrias, medíocres, grotescas e memoráveis, como o anão
Fischerle e a prostituta, sua mulher, ou o porteiro Pfaff. Pela 
mão destes, Kien, julgando controlar a situação, descerá pouco a pouco 
ao inferno, apressando o passo para um final sublime e trágico: um 
verdadeiro auto-de-fé.

## Edição em Portugal e no Brasil
Em Portugal o romance foi editado pela Livros do Brasil (coleção Dois Mundos, tradução de L. de Almeida Campos) e, mais recentemente, pela Cavalo de Ferro. No Brasil Auto-de-Fé foi editado pela Cosac Naify, com tradução de Herbert Caro.